# Edmond Faral
Edmond Faral, född 18 mars 1882 i Médéa, död 8 februari 1958 i Paris, var en fransk litteraturhistoriker.
Faral, som var professor i latinsk och medeltida litteraturhistoria och administratör vid Collège de France och École des hautes études i Paris, och utgav en rad undersökningar om fransk medeltidslitteratur, såsom Les jongleurs en France au moyen âge (1913), Le roman de Troie (utgiven tillsammans med L. Constans, 1922), Les arts poétiques des XII:e et XIII:e siècles (1924), Histoire de litterature française du moyen âge (1925), La légende arthurienne (3 band, 1929–1930), La chanson de Roland (1932), utgav och översatte Geoffroi de Villehardouins La conquète de Constantinople (2 band, 1938–1939), samt La vie quotidienne au temps de saint Louis (1942) och Jean Buridan (1946). Faral redigerade avsnittet om medeltiden i Dictionnaire des lettres françaises (1939), där han gav en översiktskarakteristik av medeltida fransk litteratur.

## Utmärkelser
- Prix Marcelin-Guérin,  1911
- Guizot Prize,  1914
- Riddare av Hederslegionen,  5 oktober 1915[9]
- Corresponding Fellow of the Medieval Academy of America,  1928[10]
- Officer av Hederslegionen,  14 augusti 1928[9]
- Saintourpriset,  1930
- Kommendör av Hederslegionen,  27 september 1946[9]
- Storkors av Hederslegionen,  12 augusti 1955[3]
- Storofficer av Hederslegionen,  19 december 1957[3]
- Croix de Guerre 1939–1945[4]

[Redigera Wikidata]